# 5,7-二羟基色胺
5,7-二羟基色胺（缩写5,7-DHT），分子式C10H12N2O2，是一种色胺衍生物，可作为神经毒素。